# Васильково (Торжокский район)
Василько́во — деревня в Торжокском районе Тверской области России. Входит в состав Марьинского сельского поселения.

## География
Деревня находится в центральной части региона, в зоне хвойно-широколиственных лесов, в пределах восточной оконечности Валдайской возвышенности, к востоку от Торжка, в 4 км от села Марьино, недалеко от административной границы с Калининским районом.

### Климат
Климат характеризуется как умеренно континентальный, влажный, с морозной зимой и умеренно тёплым летом. Среднегодовая температура воздуха — 3,9 °C. Средняя температура воздуха самого холодного месяца (января) — −10,2 °C; самого тёплого месяца (июля) — 16,9 °C. Вегетационный период длится около 169 дней. Годовое количество атмосферных осадков составляет около 575—600 мм, из которых большая часть выпадает в тёплый период. Снежный покров держится в течение 135 −140 дней. Среднегодовая скорость ветра варьирует в пределах от 3,1 до 4,1 м/с.

## История
Во второй половине XIX — начале XX века деревня Васильково относилась к Сергиевскому приходу Марьинской волости Новоторжского уезда. В 1884 году — 50 дворов, 310 жителей.
В 1940 году деревня центр Васильковского сельсовета Медновского района Калининской области.

## Население
| 2010 |
| ---- |
| 7    |

## Инфраструктура
Личное подсобное хозяйство.
Лесопилка.

## Транспорт
Просёлочные дороги.